# The Ballyhoo's Story
The Ballyhoo's Story è un cortometraggio muto del 1913 sceneggiato e diretto da Rollin S. Sturgeon. Prodotto dalla Vitagraph Company of America e distribuito dalla General Film Company, aveva come interpreti William Weston, George Kunkel, Otto Lederer.

## Trama
Un gruppo di turisti in visita nella riserva indiana chiede al vecchio venditore di uno strano cestino intrecciato. Il vecchio racconta di una bellissima ragazza, figlia di un potente capo, che era andata contro i desideri del padre che la voleva moglie di un giovane guerriero. La ragazza, invece, innamorata di un altro, aveva incontrato clandestinamente il suo amante. Sorpresa con lui dal padre, ne aveva scatenato le ire e i due giovani erano stati allontanati dalla tribù. Disperata, la ragazza aveva raccontato la sua storia allo stregone del villaggio che le aveva consigliato di bere un intruglio di erbe che le si era rivelato però fatale. I due giovani guerrieri rivali, nel frattempo, si erano scontrati e, nel combattimento, erano caduti entrambi. Il capo tribù, quando aveva visto il risultato di ciò che era accaduto, si era reso conto che tutta la responsabilità ricadeva su di lui. E, quando poi, nella propria tenda aveva trovato anche il corpo della figlia morta, dolore si era aggiunto a dolore. "Ora - aggiunse Ballyhoo - mia figlia si trova nei felici territori di caccia insieme all'amore che le avevo negato quando era in vita".

## Produzione
Il film fu prodotto dalla Vitagraph Company of America.

## Distribuzione
Distribuito dalla General Film Company, il film - un cortometraggio in una bobina - uscì nelle sale cinematografiche statunitensi il 14 ottobre 1913.